# Sándor Cséfay
Sándor Cséfay oder Cséfai [ˈʃaːndor ˈtʃeːfɒ.i] (* 13. Juli 1904 in Budapest; † 2. September 1984 ebenda) war ein ungarischer Feldhandballspieler und -trainer. Er gilt heute als der Begründer des Handballsports in Ungarn.
Sándor Cséfay, der schon früher an der Arbeiterolympiade teilgenommen hatte, war der erste, der den Handballsport in Ungarn etablierte. Er begann damit, einige Spieler für die Nationalmannschaft zu trainieren. Das erste Turnier der neu formierten Mannschaft war das Handballturnier der Olympischen Sommerspiele 1936. Ihr erstes Spiel verloren sie 0:22 gegen die favorisierte deutsche Mannschaft, da sie ihr zweites Spiel gegen die Vereinigten Staaten aber 7:2 gewinnen konnten, qualifizierten sie sich für die Finalrunde. Dort blieb man chancenlos und alle drei Spiele gingen recht deutlich verloren. Am Ende blieb dem Team deshalb nur der undankbare vierte Platz hinter den Mannschaften aus Deutschland, Österreich und der Schweiz. Er selbst war auch Mitglied des Teams und bestritt drei Spiele, in denen er allerdings kein Tor erzielte.
Bei der Feldhandball-Weltmeisterschaft 1938 gewann die ungarische Mannschaft ihr Vorrundenspiel mit 10:6 gegen Dänemark. Im Halbfinale verlor man dann wieder deutlich mit 3:14 gegen Deutschland. Durch das 10:2 gegen Schweden im Spiel um Platz 3 konnte Sándor Cséfay aber doch noch mit dem ungarischen Team die Bronzemedaille erringen.